# Cultura di Milavče
La cultura di Milavče era una cultura della media e tarda età del bronzo facente parte della più ampia cultura dei campi di urne . Deve il suo nome al villaggio di Milavče nella regione di Plzeň in Repubblica Ceca.

## Origine
La cultura di Milavče si originò dalle facies ceche della precedente cultura dei tumuli più influenze da parte dalla cultura di Knovíz e della più settentrionale cultura lusaziana.

## Cronologia e distribuzione geografica
Questa cultura, come la cultura di Knovíz, è datata ad un periodo compreso fra il 1300 e l'800 a.C. . La sua area geografica comprendeva la Boemia occidentale e sud-occidentale.

## Insediamenti ed economia
Gli insediamenti erano aperti e non dotati di fortificazioni. L'economia era basata sull'agricoltura e sull'allevamento

## Riti funerari
Diversamente dalla precedente cultura dei tumuli, la pratica funeraria prevedeva la cremazione del defunto. Contrariamente alla parte meridionale della Boemia, nella parte occidentale al di sopra delle ceneri, raccolte in urne cinerarie o in alcune fosse, veniva eretto un tumulo in terra come nelle epoche precedenti . Le tombe maschili si caratterizzano per la ricchezza del corredo funerario.